# Oumache

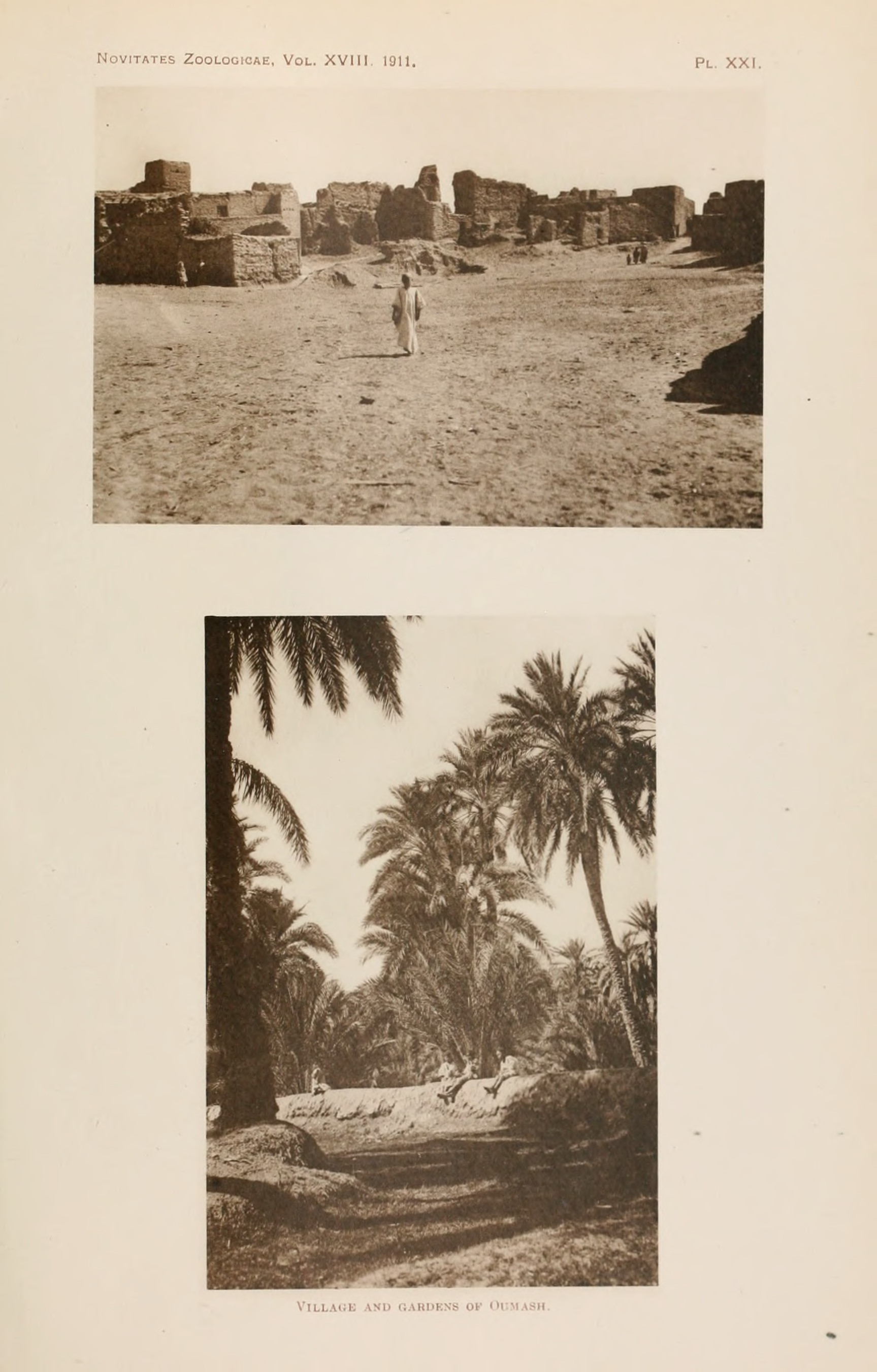

Oumache est une commune de la wilaya de Biskra en Algérie.